# مايكل خضوري
مايكل ديفيد خضوري (بالإنجليزية: Michael David Kadoorie)‏ هو رجل أعمال و ملياردير هونغ كونغي ولد سنة 1941 لعائلة من أصل يهودي عراقي، وهو ابن رجل الأعمال لورنس خضوري، يعتبر سادس أغنى رجل في هونغ كونغ، حيث تبلغ ثروته حوالي 6 مليار دولار أمريكي، يعتبر خضوري رئيس شركة سي إل بي للإنتاجات الكهربائية ويملك 35% من أسهمها، عرف أيضاً بامتلاكه لفنادق بينينسولا والمنتشرة في هونغ كونغ والهند وأستراليا، وهو أيضاً مدير شركة ماجوريت للشحن الجوي، وهو أيضاً أحد أعضاء مجلس جامعة هونغ كونغ.